# Orfenadrina
L'orfenadrina è un antagonista dei recettori colinergici dotato di preminente attività sul sistema nervoso centrale, ma anche di azioni periferiche. Viene utilizzato per il trattamento degli spasmi muscolari dolorosi e condizioni simili, nonché per il trattamento di alcuni sintomi della malattia di Parkinson. In Italia il farmaco è venduto dalla società farmaceutica Astellas Pharma S.p.A. con il nome commerciale di Disipal nella forma farmaceutica di compresse rivestite contenenti 50 mg di principio attivo.

## Farmacodinamica
Studi sperimentali sul cervello di ratto hanno dimostrato che il farmaco riduce i livelli di acetilcolina, incrementa le concentrazioni di serotonina e noradrenalina e, come risulta da sperimentazioni effettuate su sinaptosomi striatali, inibisce l'assorbimento di dopamina. L'orfenadrina è inoltre dotata di deboli proprietà antistaminiche, analgesiche e anestetiche locali.
L'azione spasmolitica del farmaco risulta 2-4 volte superiore a quella della difenidramina, mentre la sua attività antistaminica è molto più debole.
Anche se il farmaco possiede un modesto effetto euforizzante, in letteratura medica sono rare le segnalazioni di un suo abuso.

## Farmacocinetica
Dopo somministrazione per via orale l'orfenadrina viene ben assorbita dal tratto gastrointestinale. Circa il 30% di una dose orale è però soggetta a metabolismo presistemico. L'emivita plasmatica è di 13,7 ore (somministrazione orale) e di 16,1 ore (somministrazione intramuscolare).

Nel corso di un trattamento cronico i livelli plasmatici del farmaco e la sua emivita di eliminazione risultano 2-3 volte superiori a quelli ottenuti dopo somministrazione di una singola dose. Ciò potrebbe essere dovuto alla competizione metabolica che si instaura tra orfenadrina ed il suo metabolita, N-demetilorfenadrina.
 
Il legame con le proteine plasmatiche è di circa il 95%. Nell'organismo il farmaco si distribuisce in elevate concentrazioni nei polmoni, nel timo, nei linfonodi e nel tessuto ghiandolare. Nel fegato e nel midollo spinale sono state riscontrate concentrazioni più basse. L'orfenadrina oltrepassa la barriera emato-encefalica penetrando nel sistema nervoso centrale.

L'orfenadrina viene ampiamente metabolizzata ed è soggetta a reazioni di N-demetilazione, idrossilazione aromatica e degradazione della catena laterale, con formazione di almeno 8 metaboliti, tra i quali la N-demetilorfenadrina, che risulta farmacologicamente attiva. L'eliminazione dall'organismo, nell'arco di 72 ore, avviene per circa il 60% attraverso l'emuntorio renale (l'8% come molecola immodificata) e per circa il 16% nelle feci.

## Tossicologia
Nel topo la DL50 è pari a 174 e 28 mg/kg peso corporeo, quando somministrato, rispettivamente, per os o per via endovenosa.
Nell'uomo la dose letale è superiore a 2 g. Concentrazioni ematiche superiori a 0,5 µg/ml possono causare reazioni tossiche, mentre concentrazioni superiori a 5 µg/ml possono risultare letali.

## Usi clinici
L'orfenadrina cloridrato trova impiego nel trattamento sintomatico della malattia di Parkinson idiopatico e del parkinsonismo post-encefalitico. Trova anche indicazione nell'alleviare alcuni sintomi (distonia acuta e crisi oculogire) caratteristici della sindrome extrapiramidale secondaria all'utilizzo di alcuni farmaci, come ad esempio metoclopramide e proclorperazina.

Il composto non risulta efficace nel trattamento delle discinesie tardive.

È stato dimostrato che la somministrazione della molecola può risultare efficace nel trattamento di vertigini post-traumatiche e di altri disturbi di origine centrale e/o periferica.

## Effetti collaterali e indesiderati
L'orfenadrina è generalmente ben tollerata, sebbene durante il trattamento si possano presentare diversi effetti avversi, la maggior parte dei quali quasi sempre reversibili con la semplice riduzione dei dosaggi assunti.

Tra gli effetti avversi a carico del sistema gastrointestinale si segnalano xerostomia, dispepsia, nausea, vomito e stipsi. Comuni anche i disturbi del sistema nervoso: vertigini, cefalea, sedazione, stordimento, irrequietezza, agitazione, insonnia, allucinazioni e, soprattutto negli anziani, confusione mentale. Altri effetti collaterali comprendono la ritenzione urinaria, visione offuscata, midriasi, aumento della pressione intraoculare, astenia, cardiopalmo, tachicardia.

Occasionalmente sono state riportate reazioni di ipersensibilità: prurito, rash cutaneo, eczema, dermatite e, dopo iniezione intramuscolare, reazioni anafilattiche.

## Controindicazioni
Il farmaco è controindicato nei soggetti con ipersensibilità nota al principio attivo oppure ad uno qualsiasi degli eccipienti. È inoltre controindicata nei pazienti affetti da glaucoma ad angolo stretto (poiché può causare aumento della pressione intraoculare), ipertrofia prostatica, ritenzione urinaria, stenosi pilorica, ostruzione intestinale, miastenia grave.

## Dosi terapeutiche
Nel trattamento della malattia di Parkinson l'orfenadrina cloridrato viene somministrata per via orale in dosi iniziali di 150 mg al giorno. Il dosaggio può essere aumentato di 50 mg ogni 2-3 giorni fino al raggiungimento della risposta terapeutica ottimale. Alcuni pazienti possono richiedere fino a 400 mg al giorno.

È necessario non interrompere bruscamente il trattamento per evitare effetti rebound. Nel controllo delle crisi acute di parkinsonismo e la sindrome extrapiramidale da neurolettici, la molecola può essere somministrata per via parenterale alla dose di 20–40 mg: l'effetto di una dose singola si protrae per 2-4 ore.

Dosi efficaci per il trattamento delle vertigini post-traumatiche sono 50 mg due volte al giorno.

## Sovradosaggio
Il quadro clinico del sovradosaggio da orfenadrina è molto simile a quello dell'avvelenamento da atropina. Si possono osservare xerostomia, midriasi, febbre, tachicardia e allucinazioni. Dosi molto elevate possono dar luogo a coma e depressione respiratoria che in alcuni casi può risultare letale.

Se l'intossicato è ventilato artificialmente e perciò sfugge alla depressione respiratoria, possono mettersi in evidenza gli effetti cardiotossici: bradicardia, blocco della conduzione atrioventricolare, collasso cardiovascolare. Circa 12-18 ore dopo l'ingestione si possono sviluppare aritmie, secondarie all'ipossia del miocardio.

Non vi sono antidoti specifici per questo tipo di avvelenamento. Il trattamento dell'overdose prevede induzione del vomito oppure la lavanda gastrica e l'applicazione di misure di supporto.

Le convulsioni possono essere trattate con diazepam e lo shock cardiogeno con dopamina. La somministrazione di fisostigmina non risulta complessivamente molto vantaggiosa, poiché contrasta gli effetti centrali e periferici dell'orfenadrina, ma non influenza gli effetti più gravi del sovradosaggio, cioè la depressione respiratoria e gli effetti cardiovascolari.

## Interazioni
- Destropropossifene: la somministrazione concomitante può dar luogo a confusione mentale, ansietà e tremore.[14][15][16]
- Etanolo: la co-somministrazione aumenta il metabolismo epatico della orfenadrina riducendone i livelli plasmatici e gli effetti terapeutici.
- Levodopa: il trattamento di associazione può peggiorare i movimenti involontari causati dalla levodopa.[17]
- Neurolettici: la co-somministrazione può esacerbare movimenti anormali talvolta indotti nei pazienti da questa classe di farmaci.[18]

## Avvertenze
Il farmaco deve essere somministrato con cautela nei pazienti che svolgono attività che richiedono concentrazione e prontezza di riflessi (come la guida di autoveicoli), poiché può indurre sonnolenza.

L'orfenadrina può essere impiegata nel trattamento del parkinsonismo indotto da farmaci, ma non dovrebbe essere usata nella prevenzione degli effetti extrapiramidali. Infatti, quando un farmaco anticolinergico viene somministrato fin dall'inizio di un trattamento con neurolettici, il rischio per il paziente di sviluppare discinesie tardive è maggiore di quando il neurolettico viene somministrato da solo. Inoltre neurolettici e orfenadrina, essendo induttori degli enzimi microsomiali epatici, potrebbero aumentare reciprocamente il loro metabolismo. Nel trattamento del parkinsonismo l'orfenadrina e la levodopa possono essere somministrate contemporaneamente, poiché presentano un effetto sinergico.

## Stereochimica
Orphenadrin contiene uno stereocentro e consiste di due enantiomeri. Si utilizza come racemo, cioè una miscela in rapporto 1:1 delle forme ( R ) e ( S ):
| Enantiomeri di orphenadrine | Enantiomeri di orphenadrine |
| --------------------------- | --------------------------- |
| CAS-Nummer: 33425-91-1      | CAS-Nummer: 33425-89-7      |